# Natalia Pliacam
Assadayut Khunviseadpong mais conhecida pelo nome artístico Natalia Pliacam é uma drag queen tailandesa, mais conhecida por vencer a primeira temporada do Drag Race Thailand, um spin-off tailandês de RuPaul's Drag Race.

## Biografia
Khunviseadpong é de descendência chinesa, e ele é dono de uma empresa de fabricação de caixões baseada na área de Chinatown de Banguecoque. "Pliacam" de seu nome drag é pode ser traduzido literalmente como "Vagina Cansada".

## Drag Race
Natalia foi anunciado como uma das dez concorrentes da primeira temporada de Drag Race Thailand, que começou a ser exibida no dia 15 de fevereiro de 2018. Durante o show, Pliacam ganhou três desafios principais e um desafio na passarela. Ele foi proclamado o vencedor da primeira temporada no episódio final ao vivo em 5 de abril de 2018. Pliacam é o primeiro e até agora único vencedor plus-size da franquia Drag Race.